# Chiesa della Madonna della Cerasa
La chiesa della Madonna della Cerasa o del Divino Amore è un edificio religioso di Deruta, in provincia di Perugia. La chiesa  è ubicata nella Valle di fronte a piazza Cavour.

## Storia e descrizione
La chiesa venne fatta edificare dalla famiglia Ludovici nella prima metà del XIX secolo. L'antica e venerata immagine della Madonna del Divino Amore ora è sostituita dalla copia della Madonna della Cerasa di Federico Barocci. Per questo ora la chiesa è denominata Madonna della Cerasa.

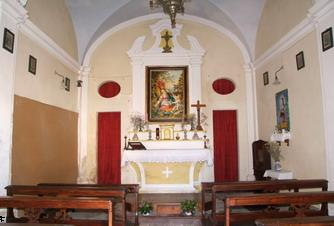
L'interno della chiesa
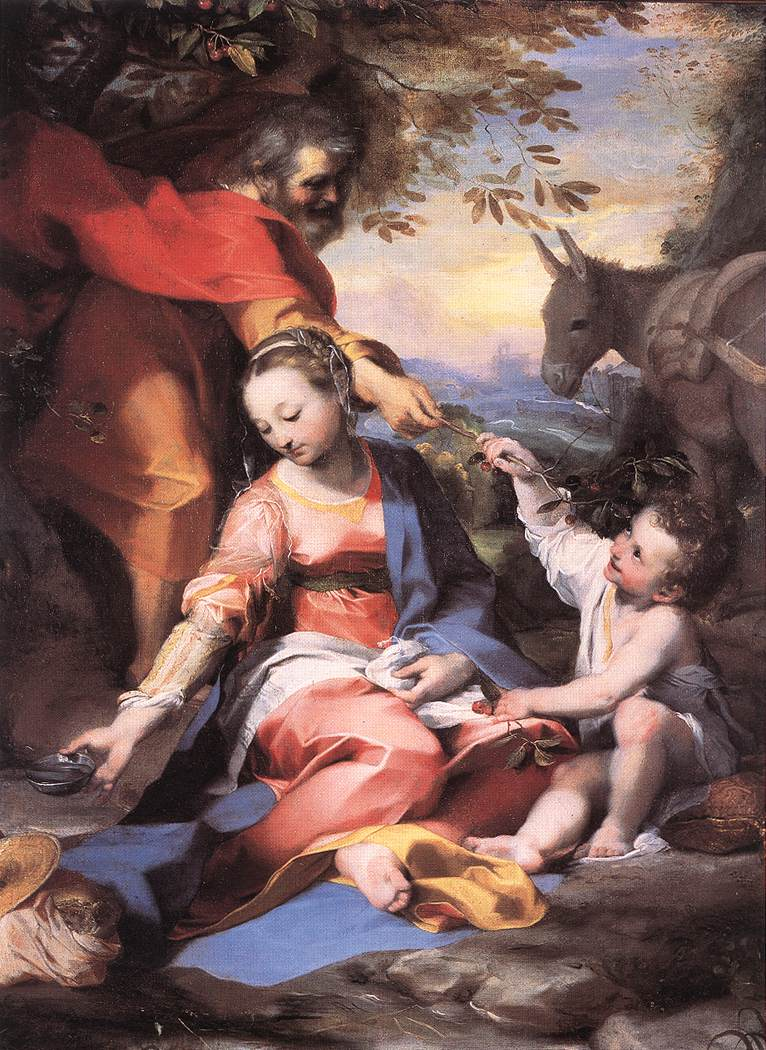
La Madonna della Cerasa di Federico Barocci